# Olympische Winterspiele 1976/Teilnehmer (Libanon)
| Gelbes Symbol für Goldmedaillen mit stilisierten Olympischen Ringen | Graues Symbol für Silbermedaillen mit stilisierten Olympischen Ringen | Braundes Symbol für Bronzemedaillen mit stilisierten Olympischen Ringen |
| ------------------------------------------------------------------- | --------------------------------------------------------------------- | ----------------------------------------------------------------------- |
| —                                                                   | —                                                                     | —                                                                       |

Der Libanon nahm an den Olympischen Winterspielen 1976 im österreichischen Innsbruck mit einer alpinen Skirennläuferin teil.
Seit 1948 war es die achte Teilnahme des Libanon an Olympischen Winterspielen.

## Teilnehmer nach Sportarten

### Ski Alpin
Damen:
- Farida Rahmed
Riesenslalom: 43. Platz – 2:11,08 min